# SpaceX Draco

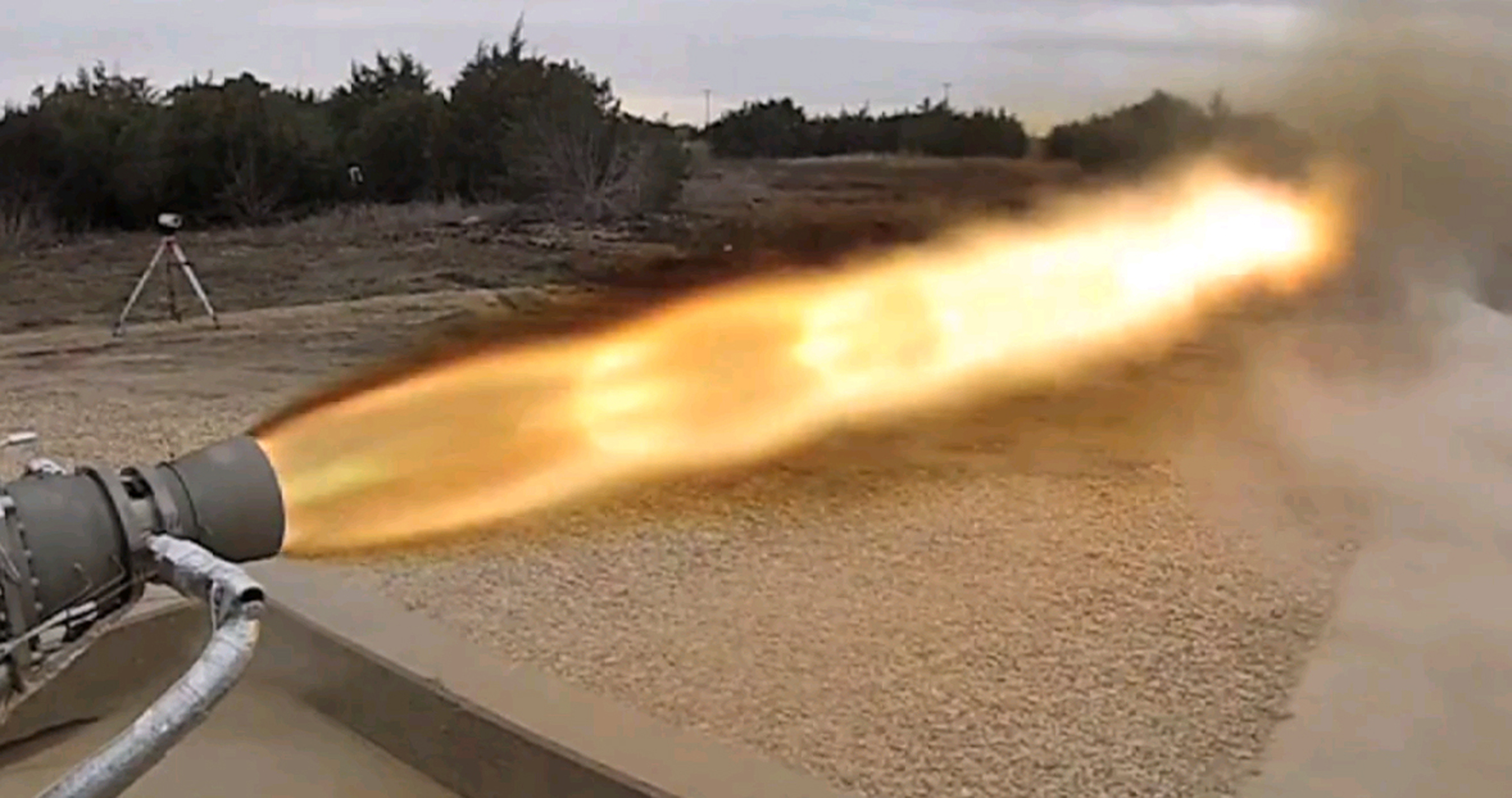
Um motor SuperDraco em teste estático.

Draco, é uma família de motores de foguetes hipergólicos, projetados pela SpaceX.
Os modelos constituintes são:
- Draco - o modelo básico, é usado na espaçonave Dragon e no estágio superior do foguete Falcon 9.
- Super Draco - é usado para transporte de tripulações para a Estação Espacial Internacional, e também como motor de entrada, descida e pouso da futura espaçonave Red Dragon em sua missão para Marte.